# Oficial de ligação
Um oficial de ligação (também agente de ligação ou ainda funcionário de ligação) é uma pessoa que faz a ligação entre duas entidades para garantir e coordenar a integração, articulação e comunicação de suas atividades. Geralmente os oficiais de ligação são usados para obter a melhor utilização de recursos ou o emprego de serviços de uma entidade por outra. Os oficiais de ligação geralmente fornecem conhecimento técnico ou de assunto da entidade-mãe. Normalmente uma entidade incorpora um oficial de ligação a outra entidade para fornecer coordenação "face a face".

## Oficial de ligação militar

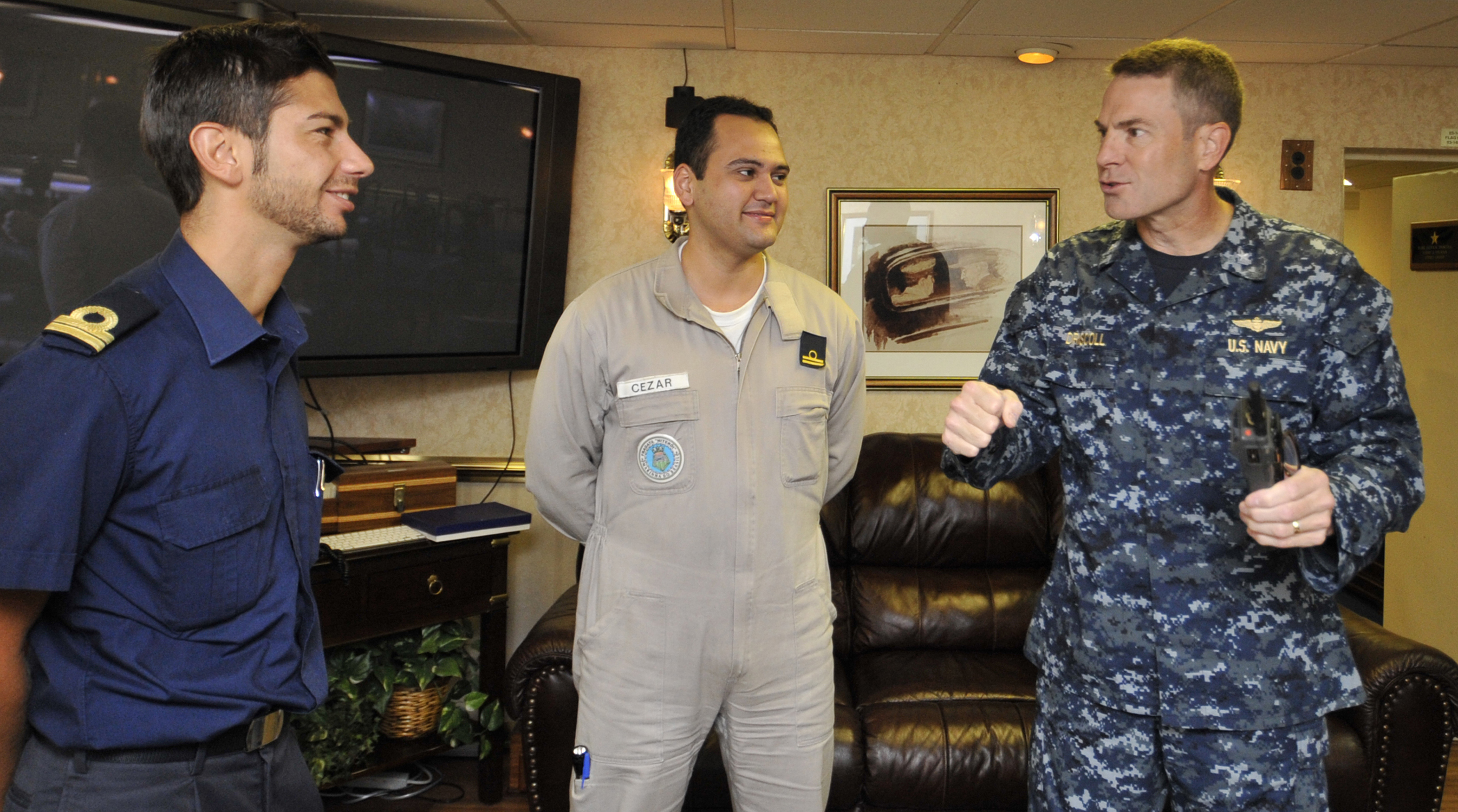
Contra-almirante dos Estados Unidos conversa com dois oficiais de ligação, um da Itália e outro do Brasil, a bordo do porta-aviões USS Harry S. Truman

Nas forças armadas, os oficiais de ligação (abreviado como O Lig no Brasil) podem coordenar atividades para proteger as unidades contra danos colaterais. Eles também trabalham para alcançar entendimento mútuo ou uma unidade de esforço entre grupos díspares. Para gerenciamento de incidência ou desastre, os oficiais de ligação servem como o contato principal das agências que respondem à situação. Ele também pode desempenhar o papel de intérprete entre os exércitos inimigos, em particular no desenvolvimento de acordos de armistício ou capitulação. Eles também servem para promover o entendimento mútuo entre exércitos aliados, a fim de otimizar o esforço de guerra.
Existem oficiais de ligação aérea, oficiais de ligação da aviação do exército, oficiais de ligação de guerra eletrônica, oficial de ligação naval e terrestre.